# Scheherazade
Scheherazade — 140-метровая моторная суперъяхта, построенная компанией Lurssen на судоверфи в немецком Бремене. Её стоимость оценивается в 700 миллионов долларов США.
Во время строительства проект яхты носил название «Молния» (англ. «Lightning»). Экстерьер яхты разработал финский дизайнер Эспен Оейно, а интерьер — фирма француза Франсуа Зуретти. Яхта совершила свой первый рейс 1 июня 2020 года, отправившись из немецкого Лемвердера в Норвегию.
Согласно расследованию команды Алексея Навального, яхта принадлежит Владимиру Путину, а персонал яхты состоит преимущественно из сотрудников Федеральной службы охраны. По данным ФБР, владельцем яхты, предположительно подставным, является Эдуард Худайнатов.

## Экипировка
На яхте есть две вертолетные палубы, одна из которых включает в себя ангар, тренажёрный зал и позолоченную сантехнику. Яхта состоит из шести палуб. Главная палуба содержит 6 гостевых кают, большую столовую и спа-центр, включающий турецкую баню, сауну, криотерапию и гидромассажную комнату. На верхней палубе расположены большая гостиная, столовая, две каюты для особо важных пассажиров, есть рояль, который играет сам. Палуба владельца имеет номера с отдельными ванными комнатами, гардеробными и кабинетами. На яхте нет открытых бассейнов — сообщается, что от них отказались по причинам конфиденциальности. Есть крытый бассейн с выдвижным полом, который можно использовать как танцевальную площадку.

## Экипаж
Капитан яхты — Гай Беннет-Пирс, а большинство экипажа — россияне.

## Управляющая компания
Как и в случае с яхтой Crescent, Sheherezade управляет монакская компания Imperial Yachts. На время запуска Lurssen заявила, что яхта будет использоваться «преимущественно в азиатских водах».

## Владелец
21 марта 2022 года команда Алексея Навального опубликовала расследование, где проанализировала утёкший список экипажа яхты и установила, что многие его члены работают или имеют связь с Федеральной службой охраны, которая занимается охраной и обеспечением жизнедеятельности действующего президента РФ. Среди них были обнаружены несколько сотрудников президентской резиденции Бочаров Ручей. Из этого был сделан вывод о том, что реальным владельцем яхты является именно Владимир Путин. Расследователи объяснили отсутствие прямых доказательств владения тем, что Путин «никогда не записывает имущество на своё имя».
23 марта российская редакция «Радио Свобода» рассказала, что казначей яхты «Шехерезада» оказалась связана с компанией Burevestnik Group, в прошлом поставлявшей по госзаказу яхты и катера для ФСО и Министерства обороны РФ.
С момента постройки яхты владение ей приписывалось неизвестному олигарху из России или арабских стран. Известно, что суперъяхта была оформлена через офшор.
В июне 2022 года The New York Times со ссылкой на данные разведки США сообщила, что яхта была построена на деньги группы инвесторов во главе с Геннадием Тимченко как подарок для Владимира Путина. Согласно материалам расследования властей Германии и трёх других стран Евросоюза, яхта «Шахерезада» была построена как подарок для Путина на деньги российских бизнесменов и обошлась в 583,1 млн евро. По данным расследования, сбор денег на постройку яхты возглавлял Геннадий Тимченко.
По данным ФБР, озвученным в Верховном суде Фиджи, а также по данным расследований и СМИ, формальным владельцем яхты, предположительно подставным, является Эдуард Худайнатов.

## Арест
22 марта 2022 года президент Украины Владимир Зеленский на фоне российского вторжения в Украину призвал итальянские власти арестовать яхту; в начале мая 2022 года яхта была арестована в Италии, где она находилась на ремонте. Расследование итальянских властей «выявило наличие значительных экономических и деловых связей бенефициарного владельца судна "Scheherazade" с видными представителями российского правительства и с другими субъектами», в отношении которых Евросоюз ввёл санкции из-за вторжения на Украину.